# الجامعة التقنية في ليل
الجامعة التقنية في ليل (بالإنجليزية: École des arts industriels et des mines)‏ هي، تأسست في 1854، في فرنسا، وكان مؤسسها هو Frédéric Kuhlmann ‏، وHippolyte Fortoul ‏، ولويس باستور، وهي عضوة في ministère du Commerce et de l'Industrie ‏، ووزارة التربية الوطنية، والمدرسة المركزية بليل.

## معرض صور

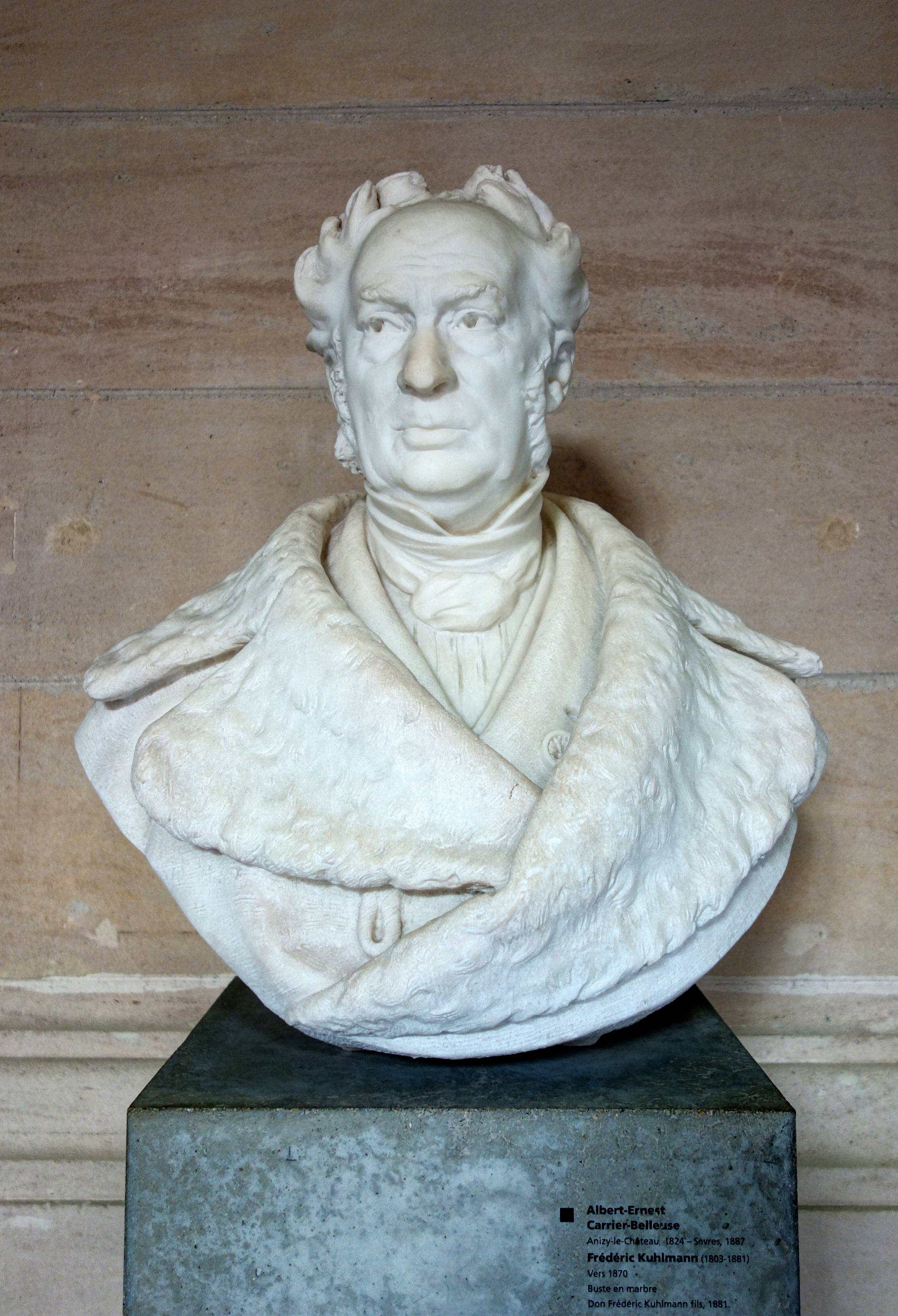
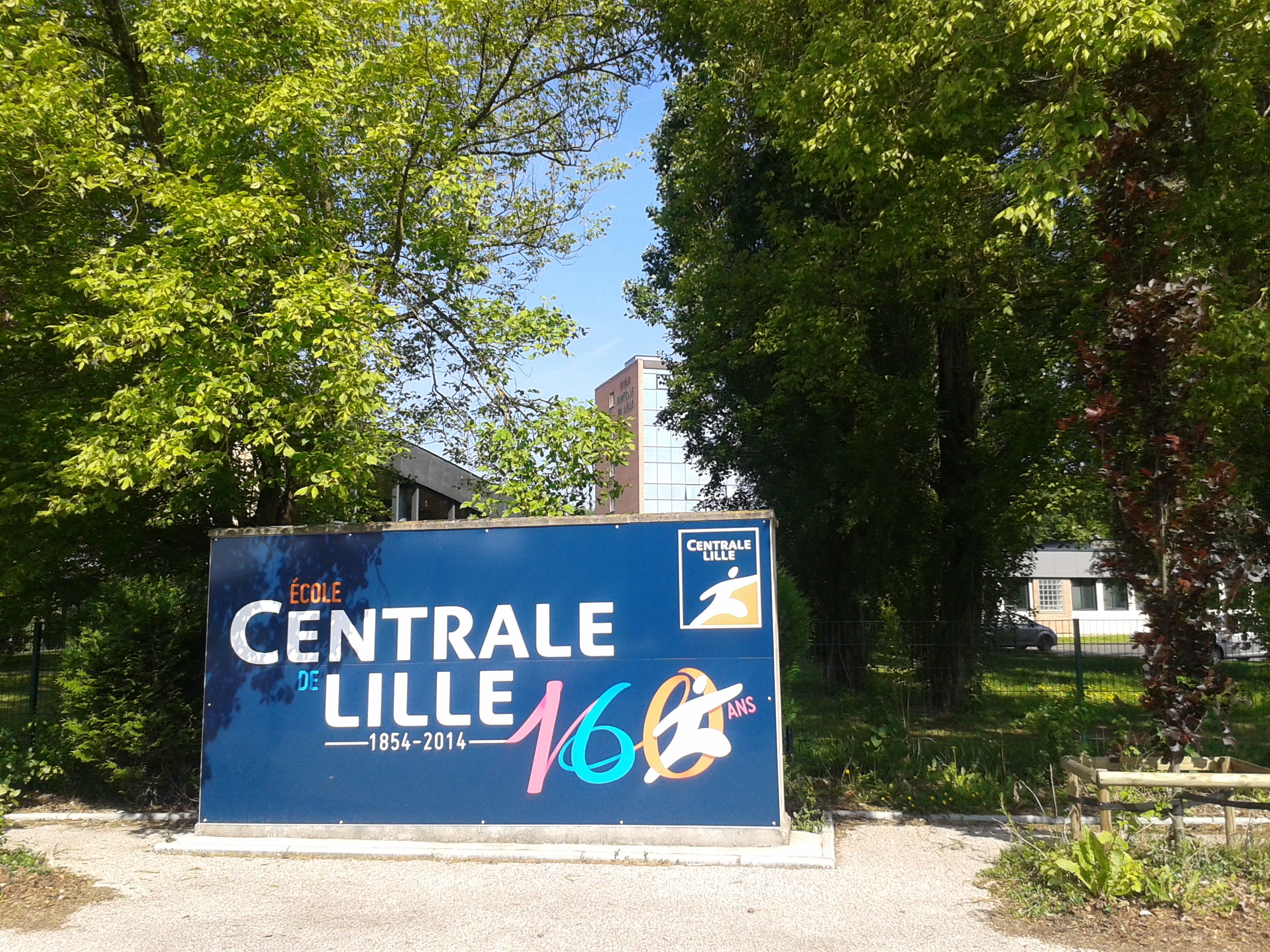
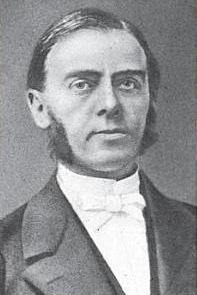
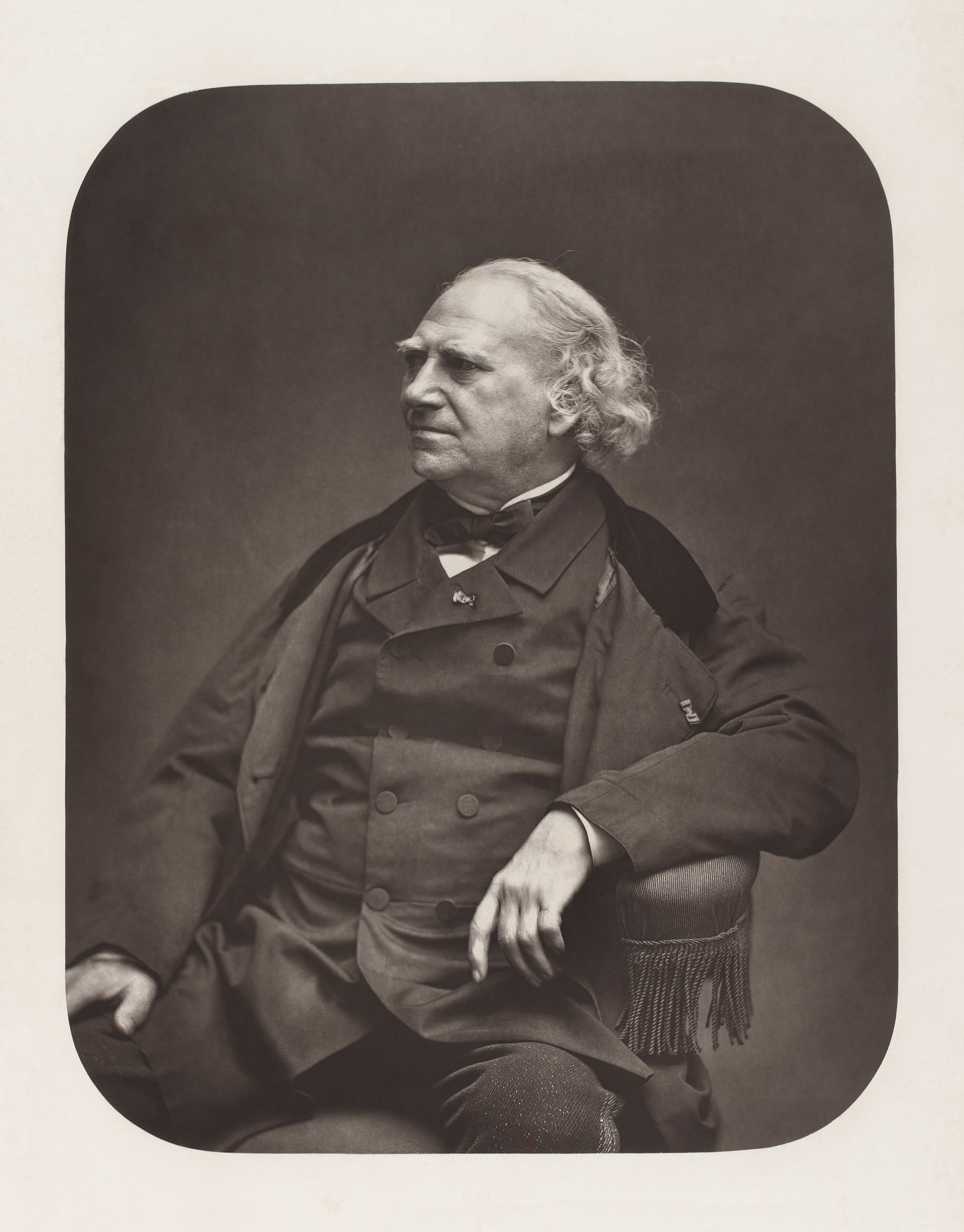
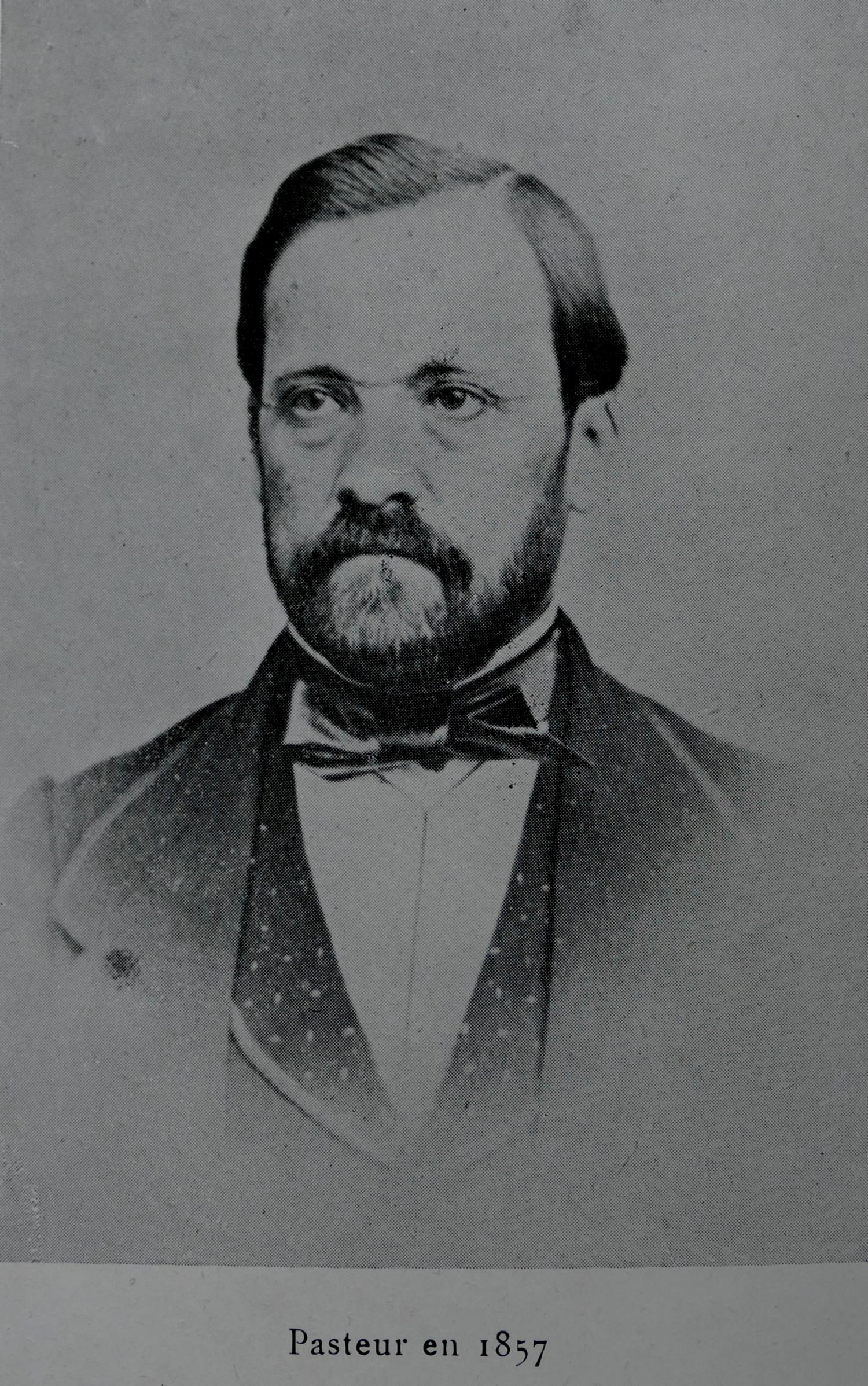